# Pykäläsaari (ö i Södra Savolax, S:t Michel, lat 61,51, long 26,42)
Pykäläsaari är en ö i Finland. Den ligger i sjön Pienivesi och i kommunen Pertunmaa i den ekonomiska regionen  S:t Michel och landskapet Södra Savolax, i den södra delen av landet, 170 km nordost om huvudstaden Helsingfors. Öns area är 2,2 hektar och dess största längd är 290 meter i sydöst-nordvästlig riktning.